# پیپا ویلسون
پیپا ویلسون (انگلیسی: Pippa Wilson؛ زادهٔ ۷ فوریهٔ ۱۹۸۶) قایقران قایق بادبانی اهل انگلستان است.